# 田辺広浜
田辺 広浜（たなべ の ひろはま、生没年不詳）は、奈良時代の貴族。氏姓は田辺史のち上毛野君。官位は従五位上・近江介。

## 経歴
東大寺大仏建立に際して銭一千貫を寄進したとあり、その功労のためか孝謙朝の天平勝宝元年（749年）8月に従六位上より三階昇進して外従五位下に叙せられる。同年8月8日付大納言藤原家蝶に「外従五位下行家令田辺史暇」ともあり、これが広浜のことだとすると、藤原仲麻呂の家司であったとも考えられる。天平勝宝2年（750年）一族の田辺難波とともに田辺史から上毛野君に改姓した。
天平宝字元年（757年）内位の従五位下に叙せられると、翌天平宝字2年（758年）淳仁天皇の大嘗祭に際して、播磨国が須岐（主基）国となったことから、同国介の広浜が従五位上に昇叙されている。天平宝字5年（761年）第13次遣唐使が帰国すると、唐の皇帝・粛宗からの安史の乱の平定のために多くの武器を失ったことから弓を作るための牛の角を贈ってほしい旨の求めが伝えられたことから、広浜は広田小床らとともに安芸国に派遣されて遣唐使船4隻を建造している。翌天平宝字6年（762年）この遣唐使船は安芸国から難波江口への回航中に1隻が破損したことから、2隻編成として改めて中臣鷹主を正使として再編されたが、風雨に恵まれず渡海はできなかった。この間の同年正月に広浜は左京亮に任ぜられている。
天平宝字8年（764年）正月に阿倍小路の後任として近江介に任じられ、同年9月に発生した藤原仲麻呂の乱で近江国は主戦場となるが、乱における広浜の去就は明らかでない。

## 官歴
『続日本紀』による。
- 時期不詳：従六位上
- 天平勝宝元年（749年） 8月2日：外従五位下
- 天平勝宝2年（750年） 3月10日：田辺史から上毛野君に改氏姓
- 天平宝字元年（757年） 5月20日：従五位下（内位）
- 時期不詳：播磨介
- 天平宝字2年（758年） 11月27日：従五位上
- 天平宝字6年（762年） 正月：左京亮
- 天平宝字8年（764年） 正月21日：近江介